# 花郎 (テレビドラマ)
『花郎』（ファラン、朝: 화랑）は、2016年12月19日から2017年2月21日までKBSで放送された韓国のテレビドラマである。全24回。
新羅国王の親衛隊「花郎」として活躍した青年たちの奮闘や成長、恋愛模様を描いた青春ロマンス時代劇で、ZE:Aのパク・ヒョンシク、SHINeeのミンホ、BTSのVといった男性アイドルグループのメンバーが多数出演している。

## あらすじ
三国時代、6世紀の新羅（シルラ）。第24代国王の真興王（チヌンおう）こと彡麦宗（サムメクチョン）は、10年にわたって摂政を行う母・只召太后（チソたいこう）の命令で幼い頃に王宮を離れ、世間から身を隠す「顔無き王」として孤独に生きてきた。いつの日か母から王権を奪還しようと模索していた中、不眠に苦しんでいた彡麦宗は、ある日、街頭で聴衆を集めていたアロの話を聞いているうちに眠りに誘われたことから、彼女に興味を抱く。
一方、賤民の村で暮らす出生不明の青年・無名（ムミョン）は、無鉄砲な性格と身体能力の高さから「犬鳥」と呼ばれていた。ある時、無名は、唯一の親友であるマンムンの家族を捜したいという願いに協力して、命懸けで都に潜入する。ところが、マンムンがひょんなことから彡麦宗の素顔を見てしまったために、禁軍の長・禁衛将（クミジャン）に追われて、口封じのために命を落としてしまう。無名はマンムンの本名のソヌを名乗り、彼の妹であるアロを守るとともに、王室への復讐を誓う。
そんな中、只召太后は新羅の未来のため、眉目秀麗な貴公子たちを集めて、王の親衛隊「花郎（ファラン）」を創設すると宣言。ソヌは復讐心から、彡麦宗は王権を奪還すべくジディという偽名で、共に花郎に入隊する。 当初、花郎たちは家門同士の派閥争いや身分の違いから、ことあるごとに衝突する。しかし、やがて彼らは次第に絆を深め、成長していく。

## 登場人物

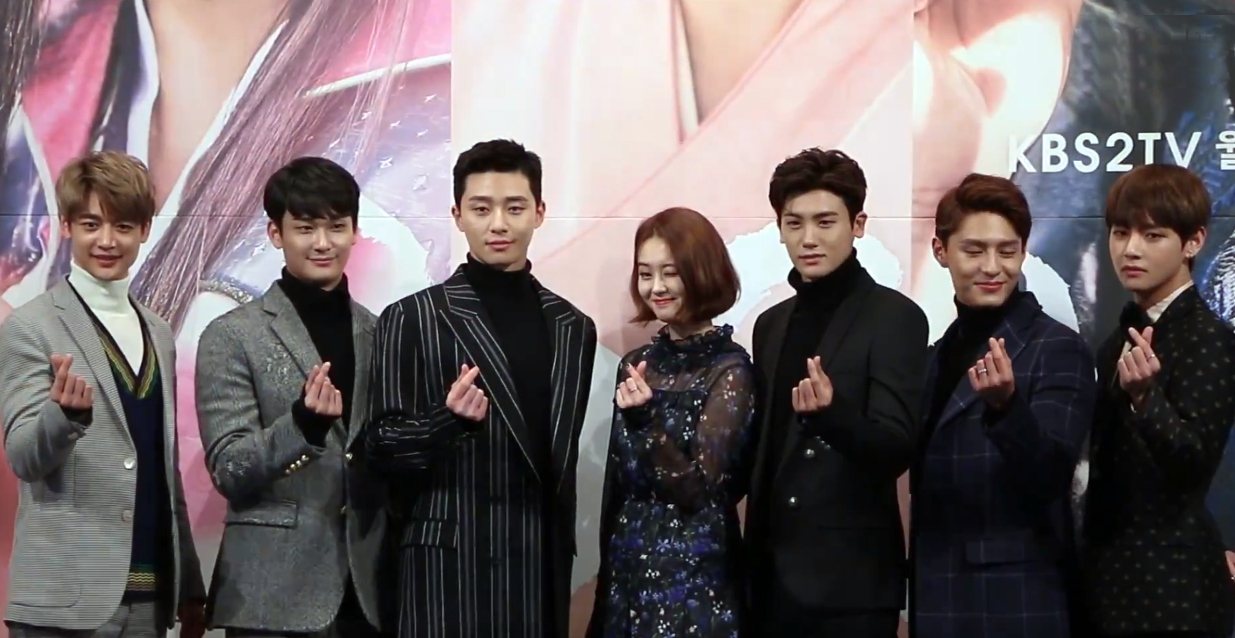
出演者たち

NHK BSプレミアム『花郎（ファラン）希望の勇者たち』公式ウェブサイトの「登場人物」を参照。演は俳優、声は日本語吹き替え版の声優。
| キム・ソヌ / 無名（ムミョン） 演：パク・ソジュン、声：櫻井孝宏 花郎。「犬鳥」と呼ばれる。 真興王（チヌンおう） / 彡麦宗（サムメクチョン） / ジディ 演：パク・ヒョンシク（ZE:A）、声：小野大輔 新羅第24代国王。花郎。「顔無き王」と呼ばれる。 キム・アロ 演：Ara、声：坂本真綾 玉内閣の語り部。仙門の医者。キム・アンジの娘で、ソヌの妹。 キム・ウィファ 演：ソン・ドンイル、声：野川雅史 風月主。 パク・パンリュ 演：ト・ジハン、声：森宮隆 花郎。反太后派のパク・ヨンシルの養子で、パク・ホの実子。 キム・スホ 演：ミンホ（SHINee）、声：福山潤 花郎。太后派のキム・スプの息子。 ソク・ハンソン 演：V（BTS）、声：本橋大輔 最年少の花郎。ソク・ヒョンジェの孫で、タンセの異母弟。 キム・ヨウル 演：チョ・ユヌ、声：山口智広 花郎。 キム・ジャンヒョン 演：チン・ジュヒョン 花郎。 ソク・タンセ 演：キム・ヒョンジュン、声：増元拓也 ソヌの郎徒。ソク・ヒョンジェの孫で、ハンソンの異母兄。 カンソン 演：チャン・セヒョン、声：増田俊樹 パンリュの郎徒。 パオ 演：ユ・ジェミョン、声：拝真之介 真興王の護衛。ジディの郎徒。 ミジンブ 演：ユン・ジノ 副弟。 只召太后（チソたいこう） 演：キム・ジス、声：桜木可奈子 新羅の太后兼摂政。先王の娘で、真興王の母。 叔明王女（スンミョンおうじょ） 演：ソ・イェジ、声：折井あゆみ 新羅の王女。只召太后の娘で、真興王の妹。 ヒョンチュ 演：ト・シガン、声：宮本淳 禁衛将。只召太后の側近。 モヨン 演：オ・ウノ 只召太后の侍女。 トンベク 演：ハン・スア 叔明王女の侍女。 チュンジョン 演：ソン・ソンユン 源花。只召太后の親友。 | キム・アンジ 演：チェ・ウォニョン、声：中村章吾 医者。アロとソヌの父で、只召太后の元許婚。 ピジュギ 演：キム・グァンギュ、声：佐々木義人 多易書と手打粕手の店主。 パク・ヨンシル 演：キム・チャンワン、声：堀越富三郎 反太后派の角干。パンリュの養父。 パク・ホ 演：イ・ビョンジュン、声：増元拓也 反太后派の貴族。パンリュの実父で、パク・ヨンシルの忠臣。 ドゴ 演：イ・キュヒョン パク・ヨンシルの手下。 キム・スプ 演：コ・インボム、声：荒井勇樹 太后派の伊飡。スホとスヨンの父。 キム・スヨン 演：イ・ダイン、声：北川里奈 キム・スプの娘で、スホの妹。アロの親友。 ソク・ヒョンジェ 演：キム・ジョング、声：中村章吾 没落貴族。ハンソンとタンセの祖父。 ミルヒャン 演：パン・ミンジョン 玉内閣の女主人。 マンムン / キム・ソヌ 演：イ・グァンス、声：中村章吾 キム・アンジの息子で、アロの兄。無名の親友。 ウルク 演：キム・ウォネ、声：竜門睦月 伽耶の楽聖。無名とマンムンの養父。 フィギョン 演：ソン・ヨンギュ、声：荒井勇樹 先王の息子で、只召太后の兄。 昌王子（チャンおうじ） 演：キム・ミンジュン 百済の王子。 |

## 用語
NHK BSプレミアム『花郎（ファラン）希望の勇者たち』公式ウェブサイトの「用語辞典」を参照。
| 新羅（シルラ） / 神国 三国時代の朝鮮半島南東部にあった国家。 百済（ペクチェ） / 南扶余（ナムブヨ） 三国時代の朝鮮半島南西部にあった国家。 高句麗（コグリョ） 三国時代の朝鮮半島北部にあった国家。 大加羅（テガヤ） 三国時代の朝鮮半島中南部にあった小国家。 王京（ワンギョン） 新羅の都。 月城（ウォルソン） 新羅の王宮。 仙門（ソンムン） 花郎の宿舎。女人禁制。 玉内閣（オクタガク） 王京内にある若者に人気の酒屋。 手打粕手（スタバクス） 王京内にある茶店。 多易書（タイソ） 王京内にある雑貨店。 マンマン村 賤民の村。 | 聖骨（ソンゴル） 王位継承権を持つ王族。 真骨（チンゴル） 王族、及び最高位の貴族。 角干（カッカン） 第一等級の真骨。 伊飡（イチャン） 第二等級の真骨。 花郎（ファラン） 王の親衛隊。 風月主（プンウォルチュ） 花郎の長。 副弟（プジェ） 花郎の副長。 郎徒（ナンド） 花郎の部下。 源花（ウォナ） 花郎の前身。 禁衛将（クミジャン） 都と王宮を守る禁軍の長。 |

## 日本での放送
| タイトル                       | 放送局     | 枠                       | 日程                           | 時間帯        | 出典  |
| ------------------------------ | ---------- | ------------------------ | ------------------------------ | ------------- | ----- |
| 花郎〈ファラン〉               | BS-TBS     | 韓国ドラマ               | 2017年11月16日 - 2018年3月29日 | 13:00 - 13:55 | [ 6 ] |
| 花郎〈ファラン〉               | テレビ大阪 | 韓流・アジアドラマタイム | 2018年3月28日 - 2018年5月7日   | 11:59 - 13:00 |       |
| 花郎〈ファラン〉               | BSフジ     | ゆう韓ドラマ             | 2019年4月17日 - 2019年5月23日  | 14:59 - 16:00 |       |
| 花郎〈ファラン〉               | BS日テレ   |                          | 2022年7月21日 -                | 13:00 - 14:00 | [ 7 ] |
| 花郎（ファラン）希望の勇者たち | NHK BSP    | 日曜21時台               | 2021年6月13日 - 10月24日       | 21:00 - 22:00 |       |

## 舞台
ドラマを原作とした舞台『花郎～ファラン～』が2025年1月8日から13日までTHEATER MILANO-Za、1月17日から19日まで梅田芸術劇場 シアター・ドラマシティで上演。舞台化は日本が初となる。脚本は赤澤ムック、演出はほさかよう。

### キャスト
- ソヌ / ムミョン - 和田雅成[9]
- ジディ / チヌン王 / サムメクチョン - 和田琢磨[9]
- スホ - 笹森裕貴[9]
- パンリュ - 田中涼星[9]
- ハンソン - 磯野亨[9]
- ヨウル - 松井健太[10]
- アロ - 岩田陽葵[10]
- チソ太后 - 大鳥れい[10]
- ヨンシル - 中村まこと[10]
- スンミョン王女 - 長谷川かすみ[10]
- アンジ - 富田翔[10]
- タンセ - 高田晃宏[11]
- ウィファ - 内田岳志[11]
- マンムン - 中土井俊允[11]
- フィギョン - 大谷秀一郎[11]
- カンソン - 柊木智貴[11]
- アンサンブル - 山本耕大、中内天摩、天戸拓磨、粂川暁典、岩田レイ、内田敦美[11]